# Prażmów (Mazovië)
Prażmów is een dorp in het Poolse woiwodschap Mazovië, in het district Piaseczyński. De plaats maakt deel uit van de gemeente Prażmów en telt 403 inwoners.